# Chydarteres octolineatus
Chydarteres octolineatus là một loài bọ cánh cứng trong họ Cerambycidae.